# Туманский (посёлок)
Туманский — упразднённый посёлок в Минераловодском районе Ставропольского края России. На момент упразднения входил в состав Гражданского сельсовета. Исключен из учётных данных в 1991 году.

## География
Посёлок располагался на северном склоне суходола разделяющего реки Горькая и Киркиль, в 2 км, по прямой, к югу от села Гражданское.

## История
Населённый пункт возник в 1930-е годы, как 1-е отделение молочно-овощного совхоза имени Карла Маркса. Решением Ставропольского крайисполкома от 6 июня 1969 года поселку отделения № 1 совхоза имени Карла Маркса присвоено название Туманный. С течением времени название трансформировалось в Туманский.
Решением Президиума Ставропольского краевого Совета народных депутатов от 28.02.1991 г. № 25 посёлок исключен из учётных данных.